# Christoph Kröpfl
Christoph Kröpfl (* 4. Mai 1990 in Graz) ist ein österreichischer Fußballspieler.

## Karriere

### Verein
Kröpfl begann seine Fußballerkarriere bei der ESV Austria Graz. Nach einigen Jahren in der Jugend der Grazer Austria wechselte er zum SK Sturm Graz. Anfangs ebenfalls in der Jugend und später bei den Amateuren kam Kröpfl am 15. März 2008 in der 29. Runde der Bundesliga gegen die SV Ried in der 89. Minute für Marko Stanković ins Spiel und feierte dabei sein Bundesligadebüt. Im Sommer 2009 kehrte er Sturm nach sechs absolvierten Spielen für die Bundesligamannschaft den Rücken und wechselte zum FC Red Bull Salzburg, wo er anfangs bei den Amateuren in der zweitklassigen Ersten Liga spielen sollte. Am 11. Dezember 2009 im Spiel gegen den SK Austria Kärnten gab er sein Bundesliga-Debüt für Red Bull Salzburg, als er in der 63. Minute für Somen Tchoyi eingewechselt wurde.
Im Sommer 2010 wechselte Kröpfl leihweise für ein Jahr zum Ligakonkurrenten Kapfenberger SV. Nach dem Ende der Leihe wurde er fest verpflichtet. Im Jänner 2012 wechselte er zurück zu Sturm Graz. Nach zwei Jahren bei Sturm schloss er sich dem Zweitligisten TSV Hartberg an. Nach dem Abstieg aus der zweiten Liga 2015 wechselte er zum Regionalligisten SC Ritzing. Nach einem halben Jahr verließ er die Burgenländer.
Im März 2016 kehrte er zu Hartberg zurück. Mit Hartberg stieg er 2017 wieder in den Profifußball auf. Mit Hartberg konnte er 2018 in die Bundesliga aufsteigen. Nach insgesamt 114 Spielen für Hartberg in den höchsten drei Spielklassen wechselte er zur Saison 2020/21 zum Zweitligisten SV Lafnitz. Für die Lafnitzer kam er zu 25 Zweitligaeinsätzen, in denen er vier Tore erzielte. Nach einem halben Jahr bei den Oststeirern wechselte er zur Saison 2021/22 zum Regionalligisten FC Marchfeld Donauauen.

### Nationalmannschaft
International stand er im Kader der U-21-Auswahl Österreichs.